# Den fantastiska realismens skola i Wien

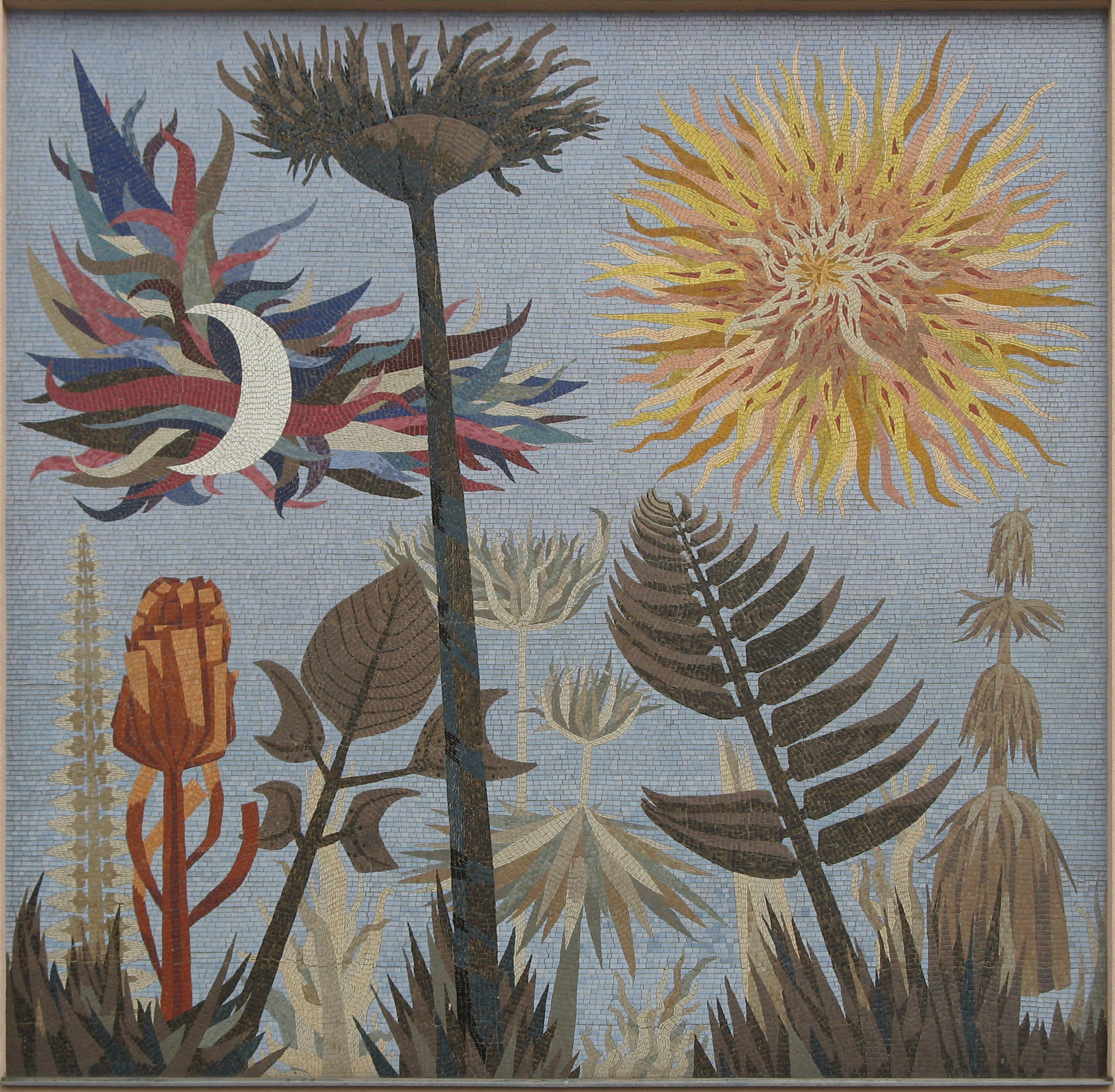
Pflanzen und Gestirne (Växter och stjärnor, 1958), väggmosaik av Wolfgang Hutter på Buchengasse 139 i stadsdelen Favoriten, Wien.

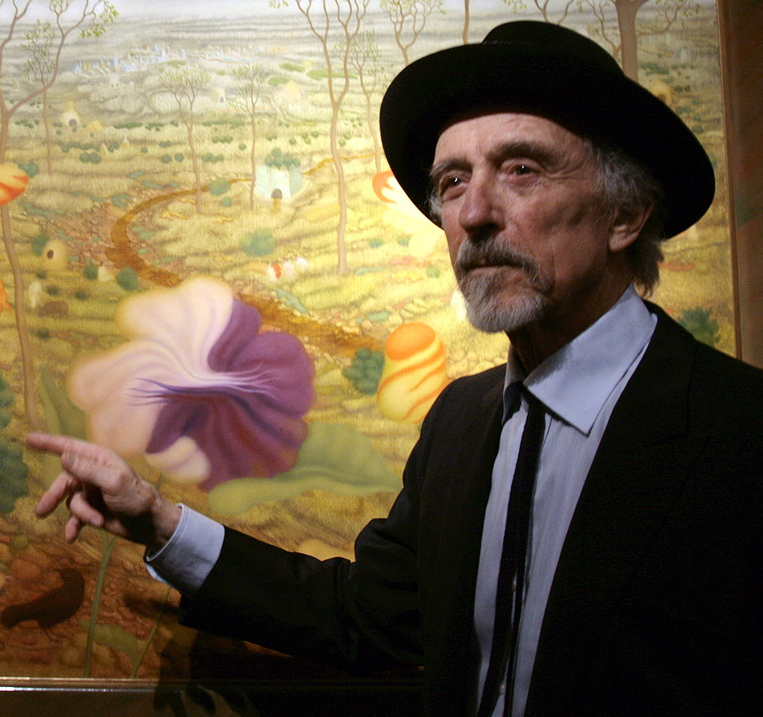
Arik Brauer i Wien 2009, vid sitt verk Elginat Egos.

Den fantastiska realismens skola i Wien (tyska Wiener Schule des Phantastischen Realismus) är ett begrepp som präglades 1959 av den österrikiske konstkritikern Johann Muschik för att beteckna en strömning inom Österrikes konstliv vilken stod nära surrealismen. 

## Utformning
Den stilmässiga tendensen och inställningen förekom hos vissa unga, österrikiska målare redan 1946-47 i hägn av Art-Club i Wien. Stilen skiljer sig markant från den abstraherande eller rent abstrakta konst som samtidigt utforskades av andra konstnärer under beteckningar som informell konst eller tachism. I stället orienterade sig denna skola mot den tekniska fulländningen hos "gamla mästare" från renässansen i Europa och fram till 1800-talet.  Målarnas motiv är just fantastiska i meningen drömlikt overkliga, emellanåt med chockerande, apokalyptiska beståndsdelar, ofta i riktning mot manierism. Sitt internationella genombrott fick skolan efter den första gemensamma utställningen på Nedre Belvedere i centrala Wien 1959, vilken ledde till ytterligare utställningar även utomlands. Genom grafiska blad i stora upplagor nådde konstnärerna ut till ovanligt breda lager och fick talrika elever och efterbildare. 
Grundare av skolan brukar bildkonstnären och författaren Albert Paris Gütersloh (1887-1973) kallas. Som professor vid Wiens konstakademi var han en inflytelserik lärare till medlemmarna av Den fantastiska realismens skola genom att betona just de gamla mästarnas teknik. Som skolans spiritus rector eller inspirationskälla räknas även den surrealistiske målaren Edgar Jené, som under tidiga efterkrigstiden (1945–1950) fungerade som en förmedlare av surrealismen i Wien. 
Till skolans inre kärna räknas Arik Brauer, Ernst Fuchs, Rudolf Hausner, Wolfgang Hutter och Anton Lehmden. Till en yttre krets hör bland många andra Herbert Benedikt, Helmut Leherb, Franz Luby och Kurt Regschek.
15 januari 2011 öppnades ett permanent Phantastenmuseum i Palais Pálffy på Josefsplatz 6 i Wien med bland annat bidrag av äldre och yngre företrädare för Den fantastiska realismens skola.

### Fotnoter
1. ↑  Kommentar kring en retrospektiv utställning på Nedre Belvedere år 2008 Arkiverad 25 november 2011 hämtat från the Wayback Machine.
2. ↑  ”Arkiverade kopian”. Arkiverad från originalet den 6 september 2011. https://web.archive.org/web/20110906002423/http://visionaryartgallery.weebly.com/museum-of-fantastic-art.html. Läst 9 augusti 2011. Bland annat bilder från öppnandet av PhantastenMuseum Wien